# Свист

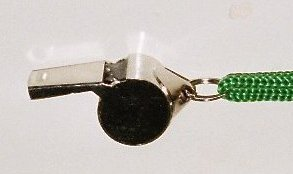
Металевий свисток — популярний засіб для свисту. Зазвичай він використовується на спортивних змаганням, щоб подавати різноманітні сигнали.

Свист — характерний високий звук. Людиною видається за допомогою видування повітря крізь губи, складені трубочкою, або іншими способами (двома пальцями, за допомогою свистка). Існують також тварини, що свистять. За допомогою свисту можна озвучувати мелодії (в хорошому виконанні — художній свист). Проводяться конкурси свисту. Словом свист позначають і схожі звуки, походження яких не пов'язане з живою природою (наприклад, свист вітру).

## У культурі
- Свистуни є героями народних казок. Вони також увійшли до прислів'їв (наприклад «свистунів — на мороз»).
- Свист в ісламі вважається «музикою диявола».[1]